# Vettweiß
Vettweiß ist eine Gemeinde in Nordrhein-Westfalen und gehört zum Kreis Düren.

## Geografie
Die Gemeinde Vettweiß liegt im Südosten des Kreises Düren und grenzt mit einem kleinen Stück an den Rhein-Erft-Kreis mit der Stadt Erftstadt sowie an den Kreis Euskirchen mit der Stadt Zülpich im Osten, im Südwesten und Westen an die Gemeinden Nideggen und Kreuzau, im Norden an die Gemeinde Nörvenich.
Vettweiß liegt in der Zülpicher Börde und der Voreifel. Mitten durch die Gemeinde fließt der Neffelbach, den ein Landschaftsschutzgebiet an beiden Ufern umrahmt.
Der höchste Punkt der Gemeinde liegt am Wasserturm Ginnick bei 231 m ü. NHN, der tiefste am Neffelbach bei Gladbach bei 120 m ü. NHN. Ihre Nord-Süd-Ausdehnung beträgt 11 km, in Ost-West-Richtung 12,8 km.
Im Westen liegt, noch zu großen Teilen auf Vettweißer Gemeindegebiet, die Drover Heide. Diese gehört seit 2020 zum Naturpark Hohes Venn-Eifel

### Gemeindegliederung
Die Gemeinde Vettweiß besteht aus den elf Ortsteilen
- Vettweiß mit Kettenheim
- Froitzheim mit Frangenheim
- Ginnick
- Soller
- Jakobwüllesheim
- Kelz
- Lüxheim
- Gladbach mit Mersheim
- Müddersheim
- Disternich
- Sievernich

und der ehemaligen Wohnschaft Simonshardt.

### Neugliederungen
Am 1. Oktober 1932 wurden die Bürgermeistereien Froitzheim, Kelz, Sievernich und Füssenich zum Bürgermeisteramt Vettweiß zusammengeschlossen. Von der Bürgermeisterei Drove kamen Jakobwüllesheim und Soller dazu. Gleichzeitig wurde Kettenheim nach Vettweiß eingemeindet. Im Jahr 1947 kamen Juntersdorf zum jetzigen Amt Vettweiß hinzu.
Am 1. Juli 1969 entstanden aus den 13 Orten die drei Gemeinden Vettweiß, Müddersheim und Füssenich. Zum Amt Füssenich kommt Geich hinzu. Am 1. Januar 1972 wurde die Gemeinde Füssenich in die Stadt Zülpich eingegliedert. Die Gemeinde Vettweiß wurde um die Gemeinde Müddersheim vergrößert. Der eigentliche Ort Vettweiß hatte am 30. Juni 2020 insgesamt 2749 Einwohner.

## Geschichte
Besiedelt wurde das Gebiet bereits um 3000 v. Chr. Danach siedelten hier die Kelten, die Römer und später die Franken.
Vettweiß wird erstmals in einer wahrscheinlich gefälschten Urkunde aus dem Jahre 989 erwähnt, in der Erzbischof Everger dem Kloster Groß St. Martin in Köln unter anderem die Kirche in Wisse schenkt. Um 1215 bewohnte Ritter Otto von Wyss eine mitten im Ort gelegene Burg.
Der Ortsname entstand aus „vihsse“ (Dorf, Flecken, Weichbild) und dem vorangestellten Wort „Veseuniahenis“. Veseuniahenis, verkürzt zu Vett, war die Matronen-Schutzgöttin des Dorfes, von der fünf Weihesteine in der Gegend gefunden wurden. Im Althochdeutschen bedeutet die Bezeichnung „Vett wiess“ auch fette Wiese und ertragreiche Böden. Die Landschaft in dieser Gegend ist heute noch geprägt mit Gemüse Anbau bis nach Aachen, da sich hier eines der wenigen deutschen Böden mit Schwarzerde befindet.

## Politik

### Gemeinderat
Die Sitzverteilung im Gemeinderat nach den Kommunalwahlen seit 2009 zeigt die Tabelle.
|       | 2020 | 2014 | 2009 |
| ----- | ---- | ---- | ---- |
| CDU   | 15   | 15   | 16   |
| BI    | 4    | 5    | 6    |
| SPD   | 6    | 6    | 3    |
| GRÜNE | 3    | 2    | 2    |
| FDP   | −    | −    | 1    |

### Bürgermeister
Im September 2015 wurde Joachim Kunth mit 52,9 % der Stimmen zum Bürgermeister gewählt. 2020 wurde er mit 67,9 % der Stimmen im Amt bestätigt.

### Wappen und Banner

Banner der Gemeinde Vettweiß

Der Gemeinde Vettweiß ist mit Urkunde des Innenministers des Landes Nordrhein-Westfalen vom 24. Mai 1967 das Recht zur Führung eines Wappens, Banners und Siegels verliehen worden.
| Wappen von Vettweiß | Blasonierung: „In grün ein goldener (gelber) Schild mit einem schwarzen Löwen, darüber wachsend eine blau gekleidete Muttergottes mit Kind in goldenem (gelbem) Strahlenkranz.“                                             |
| Wappen von Vettweiß | Wappenbegründung: Das Wappen zeigt den Jülicher Löwen (Herzogtum Jülich) im kleinen Schild und die Mutter Gottes mit dem Kinde, Schutzpatronin des Ortes. Das Wappen ist einem Schöffensiegel des Jahres 1550 nachgebildet. |

Beschreibung des Banners: „Grün mit dem Inhalt des Gemeindewappens im oberen Drittel.“

## Kultur und Sehenswürdigkeiten
In der landwirtschaftlich geprägten Gemeinde gibt es etwa 110 denkmalgeschützte Bauwerke. Alte Vierseitenhöfe, Backsteinbauten und Fachwerkhäuser, aber auch die Burgen sind sehenswerte Bauten. Die alten Wassermühlen am Neffelbach werden heute nicht mehr betrieben.
Bei Vettweiß wurde ein Hemmoorer Eimer am Matronenstein gefunden.
Sehenswert sind:
- Antoniuskapelle (Müddersheim)
- Petronellakapelle Dirlau
- Burg Gladbach
- Burg Müddersheim
- Hallenburg Disternich
- Burg Sievernich
- Dreifaltigkeitskapelle (Vettweiß)
- Dreifaltigkeitskapelle (Jakobwüllesheim)

### Jüdische Friedhöfe
In der Gemeinde gibt es mehrere alte jüdische Friedhöfe:
- Jüdischer Friedhof (Gladbach)
- Jüdischer Friedhof (Lüxheim)
- Jüdischer Friedhof (Kelz)
- Jüdischer Friedhof (Kettenheim)

Ebenfalls gibt es zwischen Vettweiß und Jakobwüllesheim einen alten Friedhof, der noch vor dem Zweiten Weltkrieg entstanden ist.

## Wirtschaft und Infrastruktur

### Verkehr
Die Gemeinde hat ein gut ausgebautes Straßennetz. Durch das Gemeindegebiet verlaufen die Bundesstraßen B 56 und B 477. Schnell erreichbar sind die Autobahnen A 1 bei Zülpich und A 61 bei Erftstadt.
Von Nord nach Süd durchquert die Bahnstrecke Düren–Euskirchen die Gemeinde. Es verkehren Züge der Linie RB 28 „Eifel-Bördebahn“. Betreiber für regelmäßigen Güterverkehr von Düren nach Zülpich ist die Rurtalbahn, Personenverkehr bis nach Euskirchen an Wochenenden wurde zunächst von einer Bürgerinitiative mit Fahrzeugen der Rurtalbahn betrieben. Das Empfangsgebäude des Bahnhofs Vettweiß ist in Privatbesitz. Die Eifel-Bördebahn verkehrt seit dem 15. Dezember 2019 täglich.
| Linie | Linienverlauf | Takt   |
| ----- | --- | ------ |
| RB 28 | Eifel-Bördebahn: Euskirchen – Nemmenich – Zülpich – Vettweiß – Vettweiß-Jakobwüllesheim – Nörvenich-Rommelsheim – Nörvenich-Binsfeld – Düren Stand: Fahrplanwechsel Dezember 2022 | 60 min |

Im Busverkehr wird der Ort von Rurtalbus mit den AVV-Linien 230, 292, 298 und SB 15 bedient. Zusätzlich verkehrt am Wochenende ein Nachtbus. Bis zum 31. Dezember 2019 wurde der Busverkehr vom BVR Busverkehr Rheinland erbracht.
| Linie | Verlauf |
| ----- | --- |
| 230   | Düren Bf/ZOB – StadtCenter – Gneisenaustraße – Binsfeld (→ Rommelsheim) – Frauwüllesheim – Isweiler – Kelz – (Vettweiß –) Gladbach – Poll – Dorweiler – Pingsheim |
| 292   | Kreuzau Bf – Niederau Am Sandberg – Stockheim (– Jakobwüllesheim – Vettweiß) |
| 298   | Düren Bf/ZOB – StadtCenter – Gneisenaustraße – Binsfeld – Rommelsheim – Bubenheim – Jakobwüllesheim – Vettweiß – Froitzheim – (Ginnick ← Embken ← Juntersdorf ←) Füssenich – Geich – Zülpich Post – (Zülpich Bf –) Zülpich Frankengraben – (Adenauerpl./Schulzentr. –) (Nemmenich –) Ülpenich – (Enzen –) Dürscheven – Elsig – Euenheim – Euskirchen Berufskolleg – Euskirchen Bf |
| SB15  | Schnellbus: Froitzheim – Vettweiß – Gladbach – Lüxheim – Eggersheim – Hochkirchen – Nörvenich Hommelsh. Weg – Nörvenich Alter Bf – Eschweiler über Feld – Golzheim – Buir |
| N2    | Nachtbus: nur in den Nächten Fr/Sa und Sa/So Düren Bf/ZOB → Kaiserplatz → Merzenich → Nörvenich → Vettweiß → Stockheim → Binsfeld |

### Bildung
In der Gemeinde gibt es zwei Grundschulen, je eine in Vettweiß und Kelz. Die Hauptschule befand sich bis 2018 im Zentralort. Weiterführende Schulen gibt es in Düren, Kreuzau, Erftstadt und Zülpich. Sie sind durch den öffentlichen Personennahverkehr zu erreichen.
Kindergärten gibt es in Vettweiß, Froitzheim, Gladbach, Disternich, Kelz und Jakobwüllesheim.

## Telefonvorwahlen
Vettweiß hat die Vorwahl 02424. Abweichend hiervon gelten in Ginnick die 02425 sowie in Disternich und Sievernich die 02252.

## Persönlichkeiten
- Franz Jakob Scheuffgen (1842–1907), Dompropst in Trier
- August Bender (1909–2005), Lagerarzt im KZ Buchenwald
- Engelbert Groß (1937–2020), römisch-katholischer Priester, Theologe, Hochschullehrer und Autor sowie Professor und Dekan der Katholischen Universität Eichstätt-Ingolstadt
- Henning John von Freyend (* 1941), bildender Künstler, lebt in Sievernich.
- Linda Pfeiffer (* 1948), Schriftstellerin, lebt in Sievernich.
- Frank Fussbroich (* 1968), der Sohn aus der Dokumentarserie Die Fussbroichs, wohnt in Vettweiß.
- Sandra Lück (* 1974), Bundesvorsitzende der Tierschutzpartei, wohnt seit März 2018 im Ort.
- Martin Rehmann (* 1983), Koch, aufgewachsen in Jakobwüllesheim

## Sonstiges
- In allen Ortsteilen bestehen Löschgruppen der Freiwilligen Feuerwehr Vettweiß.